# Џон Магуфули
Џон Помбе Џозеф Магуфули (енгл. John Pombe Joseph Magufuli; Чато, 29. октобар 1959 — Дар ес Салам, 17. март 2021) био је танзанијски политичар који је обављао функцију председника Танзаније од 2015. до 2021. године. Претходно је био на неколико министарских позиција.

## Биографија
Након образовања у свом родном месту, око годину дана је био професор хемије и математике у једној средњој школи. На изборима 2015. је однео победу са 58,46% гласова да би на следећим изборима био поново изабран за председника. Магуфули је имао контроверзан став по питању коронавируса. Није сматрао да би људи требало да буду код куће већ да иду у цркве и џамије да се моле. Преминуо је 17. марта 2021. године у болници у Дар ес Саламу.